# أندرو موريس
أندرو موريس (بالإنجليزية: Andrew Morris)‏ (18 مارس 1982 بويغان في المملكة المتحدة - ) هو لاعب كرة قدم بريطاني في مركز الوسط. لعب مع ويغان أتلتيك ونادي رانكورن هالتون.

## وصلات خارجية
- أندرو موريس على موقع Soccerbase.com (لاعب) (الإنجليزية)